# Eugenio Comincini
Eugenio Alberto Comincini (Cernusco sul Naviglio, 20 dicembre 1972) è un politico italiano, dal 2007 al 2017 sindaco di Cernusco sul Naviglio e dal 2018 senatore della Repubblica.

## Biografia
Nato e residente a Cernusco sul Naviglio, diplomato nel 1991 all'ITSOS Marie Curie di Cernusco, nel 1995 studente Erasmus all'Université de Sciences Sociale di Tolosa, in Francia, nel 1998 laureato in Scienze politiche all'Università Cattolica di Milano. Nel 2005 ottiene un Master alla Bocconi di Milano in management delle aziende non profit e cooperative.
Da sempre attivo nel volontariato, è stato educatore d'oratorio, ha svolto il servizio civile presso una struttura di assistenza ai disabili, è stato amministratore di una cooperativa sociale e di una fondazione. Dal 1998 è dipendente di una banca di credito cooperativo.  Presidente dell’Associazione In&Aut Inclusione e Autismo ETS (che ha organizzato le edizioni 2022 e 2024 del Festival nazionale sull’autismo), dal febbraio 2024 è componente della Commissione Centrale di Beneficenza di Fondazione Cariplo. 

### Attività politica
Dal 2002 al 2007 è stato consigliere comunale d'opposizione a Cernusco sul Naviglio e dal 2007 al 2009 consigliere provinciale di Milano. L'11 giugno 2007 viene eletto sindaco di Cernusco sul Naviglio, vincendo il ballottaggio contro il sindaco uscente con 8.493 voti, pari al 52,40% dei consensi; il 7 maggio 2012 viene confermato al primo turno con 8.613 voti, pari al 54,42%. Ha ricoperto il ruolo di sindaco della propria città per dieci anni, sino al 27 giugno 2017, quando nella carica gli è succeduto Ermanno Zacchetti, già assessore nella sua Giunta.
Il 29 ottobre 2014 è stato eletto nel primo Consiglio metropolitano di Milano e il sindaco Giuliano Pisapia lo ha nominato vicesindaco metropolitano. Alla scadenza del mandato, nell'ottobre 2016, non si è ricandidato.
Dal 15 dicembre 2013 alla primavera 2017 è stato componente della Direzione nazionale del Partito Democratico.
Nelle elezioni politiche del 2018 viene eletto al Senato della Repubblica, nelle liste del Partito Democratico nella circoscrizione Lombardia.
Nel novembre 2018 si è candidato alla carica di segretario regionale del PD lombardo, ma è stato sconfitto dall'ex deputato ed ex assessore di Rho Vinicio Peluffo, che ha conseguito il 60,7% dei voti.
Il 18 settembre 2019 lascia il PD e aderisce al nuovo partito di Matteo Renzi, a cui è stato politicamente vicino sin dall'esperienza come sindaco.
Durante la crisi di governo del gennaio 2021 annuncia di non essere intenzionato a votare "in modo completamente opposto a ciò che esprime il partito nelle cui liste sono stato eletto" (il PD), ritenendo necessario ricercare con tutte le forze un patto di legislatura nel perimetro della maggioranza uscente, ma che se non si realizzasse lui non si collocherebbe all’opposizione. Viene quindi spesso indicato dalla stampa fra i senatori meno convinti della crisi innescata da Italia Viva.
Il 21 marzo 2021 annuncia il suo ritorno nel Partito Democratico, spiegando di non condividere l'allontanamento di Italia Viva dall'area di centro-sinistra, affermando: "Italia Viva oggi appare sospesa, non decisa su aspetti sui quali per me non può esserci confusione".

## Vita privata
Sposato dal 2008 con Chiara, è padre di due figli: Maria e Andrea.